# 大川市立川口小学校
大川市立川口小学校（おおかわしりつ かわぐちしょうがっこう）は、福岡県大川市一木にある市立の小学校。

## 概要
歴史
1873年（明治6年）創立の「一木小学校」と1878年（明治11年）創立の「新田小学校」が1919年（大正8年）に統合の上、「川口尋常小学校」となる。数回の改組・改称を経て、現校名になったのは1954年（昭和29年）。2023年（令和5年）に創立150周年を迎えた。
学校教育目標
「自ら学び、豊かな心をもち、たくましく、未来を生きる子どもの育成」
校章
桜の花弁を背景にして、中央に校名の「川口」の文字（縦書き）を配している。
校歌

通学区域
大川市行政区名による「津町、堤町、九網町、北島町、南宮前町、上新田町、中央新田町、下新田町、紅粉屋町」。中学校区は大川市立大川桐英中学校。

## 沿革
- 1873年（明治6年） - 「一木小学校」が創立。
- 1878年（明治11年）- 三条野に「新田小学校」が創立。
- 1889年（明治22年）4月1日 - 町村制の施行により、三潴郡5村（一木、津、九網、新田、紅粉屋）が合併の上、「川口村」が発足。
- 1892年（明治25年）- 「一木尋常小学校」・「新田尋常小学校」（4年制）となる。
- 1908年（明治41年）4月 - 改正小学校令により、尋常科（義務教育）が4年制から6年制に改められる。尋常科5年を新設。
- 1909年（明治42年）4月 - 尋常科6年を新設。
- 1919年（大正8年）
  - 4月 - 上記2校を統合の上、「川口尋常小学校」となる。一木教場と新田教場を設置。
  - 5月 - 高等科を併置の上、「川口尋常高等小学校」（尋常科6年・高等科2年）に改称。
- 1932年（昭和7年）4月 - 2教場が分離の上、「一木尋常高等小学校」と「新田尋常高等小学校」として独立。
- 1935年（昭和10年）4月 - 上記2校が統合の上、再び「川口尋常高等小学校」となる。
- 1936年（昭和11年）- 現在地に木造新校舎が完成。
- 1941年（昭和16年）4月1日 - 国民学校令施行により、「川口村国民学校」に改称。尋常科を初等科に改める。
- 1947年（昭和22年）4月1日 - 学制改革が行われる（六・三制の実施）。
  - 国民学校初等科は、新制小学校「川口村立川口小学校」に改組・改称。
  - 国民学校高等科は、青年学校普通科とともに、新制中学校「川口村立川口中学校」に改組・改称。当初、小学校に併設される。
- 1949年（昭和24年）10月 - 中学校の独立校舎が完成したため、併設を解消。
- 1954年（昭和29年）4月1日 - 三潴郡1町（大川）5村（三又・田口・川口・木室・大野島）の合併により、「大川市」が発足。これにより「大川市立川口小学校」（現校名）に改称。
- 1960年（昭和35年）
  - 5月 - 田川市立中学校2校（川口・大野島）の統合により、中学校区が大川市立大川南中学校となる。
  - 8月 - プールが完成。
- 1973年（昭和48年）
  - 3月 - 鉄筋コンクリート造2階建ての新校舎（第一期工事）が完成。
  - 8月 - 第二期・第三期工事が完了。
- 1975年（昭和50年）
  - 4月 - 第四期工事が完了。
  - 9月 - 第五期工事が完了。
- 2020年（令和2年）4月 - 田川市立中学校2校（大川南・大川）の統合により、中学校区が大川市立大川桐英中学校となる。
- 2024年（令和6年）4月 - 大川市立小学校で2学期制が導入される[2]。

## 交通
最寄りの鉄道駅
- 西日本鉄道 西鉄天神大牟田線 「矢加部駅」（柳川市）

最寄りの幹線道路
- 福岡県道・佐賀県道18号大牟田川副線・福岡県道768号新田榎津線「一木」交差点

## 周辺
- 北島町公民館
- 川口郵便局
- 正覚寺

## 参考資料
- 「大川市誌」（1977年（昭和52年）12月21日発行, 大川市）p.1279～ 教育・文化（p.1290～p.1291 川口小学校）